# 青園宴
青園宴(あおぞのうたげ、1947年1月6日-)は兵庫県神戸市出身のプロデューサー・俳優。宝塚歌劇団52期生。1967年宝塚歌劇団入団。1971年退団。1972年に浜田光夫と結婚。娘婿に加藤和也。

## 著書
- 『はじまりは宝塚-。いつまでも咲き続けるためのアンチエイジング・ライフ』日之出出版 2005年 ISBN 9784891981235